# カナの婚宴 (ステーン)
『カナの婚宴』（カナのこんえん、独: Die Hochzeit zu Kana、英: The Wedding at Cana）は、17世紀オランダ黄金時代の画家ヤン・ステーンがキャンバス上に油彩で制作した絵画で、画面右下に画家の署名がある。主題は『新約聖書』中の「ヨハネによる福音書」 (2:1-12) に記述されるエピソードである。この主題はステーンによって6度描かれており、そのうちの1点である本作は現在、ドレスデンのアルテ・マイスター絵画館に所蔵されている。

## 主題
「ヨハネによる福音書」によれば、本作に描かれるイエス・キリストが最初に起こした奇蹟はカナでの出来事であった。カナはナザレの北方にある町で、ある人物の婚礼にキリスト、聖母マリア、そして弟子たちが招かれた。婚礼は1週間も続き、その最中に用意していたワインが底をついてしまう。どんなに貧しくても、婚礼の祝いでは招待客にたっぷりとワインを振る舞うのが礼儀とされていた時代であった。家主は途方に暮れてしまう。しばらくして、ユダヤ人が清めに使う石の水瓶が6つあるのに目をとめたキリストは、召使に水を注ぐようにいう。召使がいわれた通りに瓶の縁まで水を注ぎ、宴席に運んだところ、水はいつの間にかワインに変わっていた。この奇蹟を目の当たりにした弟子たちは、これを機にキリストを信じることになる。

## 作品
この絵画は聖書の物語を描いているものの、無秩序な活気とユーモアに満ちた風俗場面を想起させる。場面は、葉でできた花環の飾られたアーチの下に設定されている。構図は前景に焦点を当てたもので、鑑賞者はあたかも階段を上るうちに左側に腰かけて子供にワインを与えている、明らかに酔っぱらった女性に出くわすかのようである。中央の給仕の男性が右からやってきた音楽家に1杯のワインを手渡しており、それによってキリストが起こした奇蹟が示される。2人の間に立っているのは聖母マリアである。
左側には演壇に通じる別の階段があり、そこでは赤色を帯びた光の中にいるキリストが片手を挙げて、祝福の身振りをしている。画面では、誰も起きた奇蹟に気づいていないようである。ステーンはキリストを構図の中央には配さず、画面のやや奥まったところに据えており、鑑賞者は婚礼の客の役割を与えられるのである。